# Lista de modelos DataTraveler
Esta é uma lista de modelos de pen-drive DataTraveler, da Kingston Technology.

## Série DataTraveler
Os modelos de 16 e de 32GB atingem taxas de transferência de até 10MB/seg. para leitura e 5MB/seg. para gravação. Todos os modelos desta série vem com o programa co-logo disponível.
- DTI/2GB (Verde Limão)
- DTI/4GB (Roxo)
- DTI/8GB (Preto)
- DTI/16GB (Vermelho Escuro)
- DTI/32GB (Laranja)

## Série 101
As capacidades de 4 e 8 GB não suportam o recurso Windows ReadyBoost.
- DT101C (Ciano)
- DT101N (Rosa)
- DT101Y (Amarelo)

## Série Locker
Todos os modelos desta série vem com o programa cologo disponível. Os modelos DTL+ são totalmente criptografados.

## Série 200
Todos os modelos desta série são compatíveis com Windows ReadyBoost.
- DT200/32GB (Azul e preto)
- DT200/64GB (Amarelo e preto)
- DT200/128GB (Preto)

## Série 102
Os modelos que dispõe do programa Co-logo apresentam corpo branco com tampa preta.
- DT102/2GB (Vermelho)
- DT102/4GB (Amarelo Fluorescente)
- DT102/8GB (Azul)
- DT102/16GB (Branco)
- DT102/32GB (Preto)

## Série C10
- DT102/2GB (Laranja)[9]
- DT102/4GB (Verde)[9]
- DT102/8GB (Azul)[9]
- DT102/16GB (Amarelo)[9]
- DT102/32GB (Vermelho)[9]